# Bart Van den Bossche
Bart Van den Bossche (1964-2013) va ser un cantautor, actor i presentador  belga de ràdio i televisió.
Va néixer a Oostende el 17 d'abril de 1964 però es va criar a la ciutat de Kortrijk, a la qual va dedicar la seva cançó De stad van mijn jeugd (La ciutat de la meva joventut). Era conegut per a poder escriure una lletra, a partir d'unes paraules claus en només unes hores. Durant els seus estudis d'humanitats va començar a tocar la guitarra i cantar. Després de la seva graduació estudià al Conservatori reial de Brussel·les. El seu estil musical va ser fortament influenciat per Johan Verminnen i Raymond van het Groenewoud, esmentat en la seva cançó ’k Heb bijna alles (He Tingut Gairebé Tot). El seu primer èxit va ser Overstuur de l'any 1986. La seva cançó més coneguda va ser De heuveltjes van Erika (Els pujols de l'Erika), amb una lletra força ambigua.
Va morir jove, quan ningú s'ho esperava, el 6 de gener a Lint d'una ruptura d'aneurisma.

## Discografia
- 1992: Bouillon de charme
- 1992:  De heuveltjes van Erika (senzill)
- 1993: Wakker!
- 1996: Kermis in de Hel
- 1998: Het Houdt nooit op
- 1999: Bijna Alles, CD doble amb els best of
- 2002: De Zotte Avond